# 후지와라노 다마코

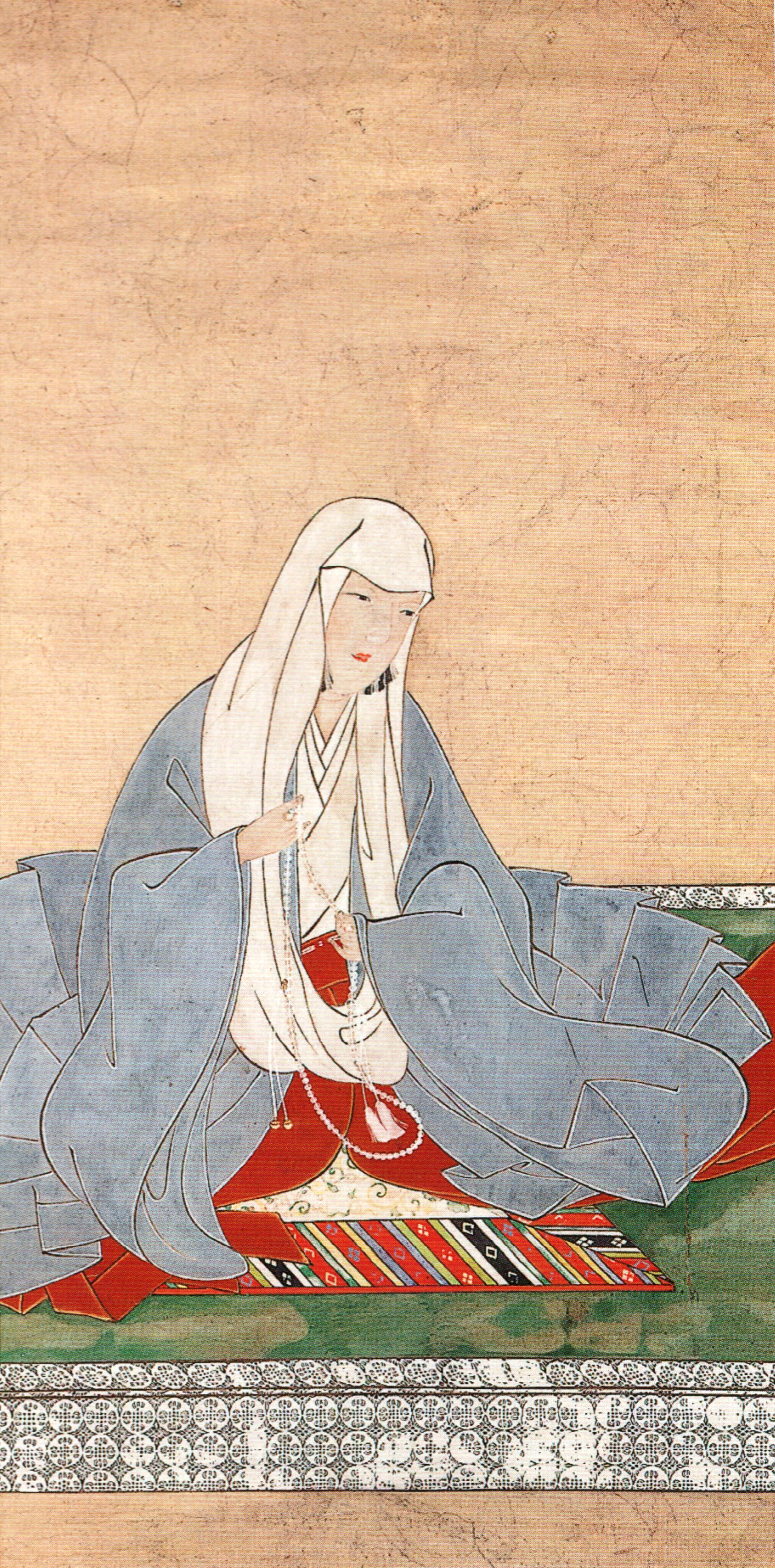
다이켄몬인

후지와라노 쇼시/다마코(藤原璋子)(1101년 - 1145년 9월 10일)은 헤이안 시대 도바 천황의 중궁이자, 스토쿠 천황과 고시라카와 천황의 생모로 니조 천황과 다카쿠라 천황의 할머니이다. 법명은 다이켄몬인(待賢門院)

## 가문
후지와라씨의 분파인 도쿠다이지(閑院流) 출신이다. 아버지는 정2위 다이나곤 후지와라노 긴자네(藤原公実). 어머니는 호리카와 천황과 도바 천황의 유모였던 후지와라 미쓰코(藤原光子). 다이조다이진 산조 사네유키(산조 가문의 조상)는 이복남매이며 주나곤 미치스에(通季: 사이온지 가의 조상), 우다이진 사네요시(実能: 도쿠다이지 가문의 조상), 후지와라노 쓰네자네의 정실 기미코(니조 천황의 외조모) 등은 동복형제이다.

## 약력
7세에 아버지를 잃고, 시라카와 법황과 그의 총희 기온노 뇨고에게 양육되었다. 간바쿠 후지와라노 다다자네의 후계자인 후지와라노 다다미치와 혼담이 있었지만, 다다자네가 시라카와 법황과 쇼시와의 추문을 이유로 혼담을 거절하자 법황의 노여움을 샀다.
1117년 시라카와 법황의 양녀 자격으로 도바 천황의 후궁이 되고, 1개월 후 중궁이 되었다. 1119년에 제1황자 아키히토 친왕(후의 스토쿠 천황)을 출산하고, 이어 황녀 2명과 황자 4명을 낳았다. 1123년 남편의 양위로 인해 다이켄몬인이라 칭해졌다.
하지만, 시라카와 법황이 77세로 붕어한 후 스토쿠 천황은 정치적으로 고립되었고 결국 도바의 제2황후 도쿠시 소생의 나리히토 친황에게 양위할 것을 강요당하게 된다. (고노에 천황)
그런데, 고노에 천황의 즉위 이후 다이시를 표적으로 한 저주사건의 배후가 쇼시라는 풍문이 돌게 되고, 스토쿠 상황이 사실은 시라카와 상황의 아들이라는 풍문도 나왔다고 한다. (이것은 「고사담」에만 보이는 기록이며, 진위는 불명). 결국 권세를 잃은 쇼시는 다음해 (1142년) 스스로 세운 절인 호콘고인(法金剛院)에서 삭발출가하였고, 3년 후 큰 오빠 자네유키의 저택에서 붕어하였다. 쇼시의 사망 이후 고노에 천황의 후계자 자리를 두고 쇼시 소생의 마사히토 친황과 스토쿠 상황이 대립하고, 조정은 고시라카와파와 스토쿠파로 분열되어 호겐의 난이 발발했다.

## 자녀
- 제1황자 : 아키히토 친왕(顕仁親王) - 스토쿠 천황이 됨.
- 제1황녀 : 기시/요시코 내친왕(禧子内親王) (1122년-1133년)
- 제2황자 : 무치히토 친왕(通仁親王) (1124년-1129년)
- 제3황자 : 기미히토 친왕(君仁親王) (1125년-1143년)
- 제2황녀 : 무네코 내친왕 (統子内親王) (1126년-1189년) - 조사이몬인(上西門院)
- 제4황자 : 마사히토 친왕 (雅仁親王) (1127년-1192년) - 고시라카와 천황이 됨.
- 제5황자 : 무토히토 친왕 (本仁親王) (1129년-1169년) - 출가하여 가쿠쇼법친왕(覚性法親王)이 됨.